# Championnat de Tunisie masculin de handball 2010-2011
Navigation
Saison précédente 2009-2010 Saison suivante 2011-2012
La saison 2010-2011 du championnat de Tunisie masculin de handball est la 56e édition de la compétition.
Le titre est joué dans le cadre du play-off qui consacre l'Étoile sportive du Sahel, alors que le Club africain, dont la fragilité psychologique et la malédiction du play-off sont devenues habituelles, termine la première phase avec le point du bonus mais craque dès son match contre l'Espérance sportive de Tunis, avec l'expulsion de son meilleur joueur Kamel Alouini et la résignation des autres, puis abdique à l'issue de son troisième match. 
Pour la relégation les deux derniers de la première phase, El Baath sportif de Béni Khiar et le Stade nabeulien sont directement retrogradés.

## Clubs participants
| - Association sportive d'Hammamet - Club africain - Club sportif de Hiboun - El Baath sportif de Béni Khiar - El Makarem de Mahdia - Étoile sportive du Sahel | - Espérance sportive de Tunis - Sporting Club de Moknine - Stade nabeulien - Union sportive de Gremda - Union sportive sayadie - Union sportive témimienne |

## Compétition
Le barème de points servant à établir le classement se décompose ainsi :
- Victoire : 3 points
- Match nul : 2 points
- Défaite : 1 point
- Forfait et match perdu par pénalité : 0 point

### Classement première phase
Le barème de points servant à établir le classement se décompose ainsi :
- Victoire : 3 points
- Match nul : 2 points
- Défaite : 1 point
- Forfait ou pénalité : 0 point

|    | Équipe                          | Pts | J  | G  | N | P  | Bp  | Bc  | Diff |
| -- | ------------------------------- | --- | -- | -- | - | -- | --- | --- | ---- |
| 1  | Club africain                   | 59  | 22 | 18 | 1 | 3  | 618 | 481 | 137  |
| 2  | Étoile sportive du Sahel        | 57  | 22 | 17 | 1 | 4  | 631 | 534 | 97   |
| 3  | Espérance sportive de Tunis     | 56  | 22 | 16 | 2 | 4  | 667 | 534 | 133  |
| 4  | Association sportive d'Hammamet | 55  | 22 | 16 | 1 | 5  | 586 | 523 | 63   |
| 5  | Sporting Club de Moknine        | 53  | 22 | 15 | 1 | 6  | 578 | 543 | 35   |
| 6  | El Makarem de Mahdia            | 43  | 22 | 9  | 3 | 10 | 578 | 570 | 8    |
| 7  | Union sportive témimienne       | 39  | 22 | 8  | 1 | 13 | 576 | 614 | -38  |
| 8  | Club sportif de Hiboun (P)      | 36  | 22 | 6  | 2 | 14 | 532 | 613 | -81  |
| 9  | Union sportive de Gremda        | 35  | 22 | 6  | 1 | 15 | 547 | 640 | -93  |
| 10 | Union sportive sayadie (P)      | 35  | 22 | 6  | 1 | 15 | 580 | 628 | -48  |
| 11 | El Baath sportif de Béni Khiar  | 33  | 22 | 4  | 3 | 15 | 589 | 686 | -97  |
| 12 | Stade nabeulien                 | 27  | 22 | 2  | 1 | 19 | 538 | 677 | -139 |

### Play-off
|   | Équipe                          | Pts | J | G | N | P | Bp  | Bc  | Diff |
| - | ------------------------------- | --- | - | - | - | - | --- | --- | ---- |
| 1 | Étoile sportive du Sahel        | 16  | 6 | 5 | 0 | 1 | 152 | 147 | 5    |
| 2 | Espérance sportive de Tunis (T) | 14  | 6 | 4 | 0 | 2 | 156 | 159 | -3   |
| 2 | Club africain (+1, C)           | 13  | 6 | 3 | 0 | 3 | 163 | 149 | 14   |
| 4 | Association sportive d'Hammamet | 6   | 6 | 0 | 0 | 6 | 148 | 164 | -16  |

|  | Champion de Tunisie 2010-2011                                                                |
|  | Relégation directe en deuxième division                                                      |
|  | (T) Tenant du titre (C) Vainqueur de la Coupe de Tunisie (P) Club promu de deuxième division |

## Champion
- Étoile sportive du Sahel
  - Entraîneur : Mohamed Moâtameri puis Sami Saïdi et Hedhili Ben Mbarek
  - Effectif : Mohamed Tajouri, Majed Hamza, Wassim Zariat et Mimoune Zorgati (GB), Yousri Ghali, Maher Ben Abdallah, Sami Yassine, Chafik Ben Zahra, Jihed Jaballah, Wassim Kahouli, Hamdi Aissa, Ben Salah, Meftah Sanaï, Seifeddine Ben Hmida, Nidhal Amri, Abderrahim Berriah, Rayan Aribi, Mohamed Haj Ammar, Hatem Hamouda[1], Aymen Toumi